# Santa Mónica, Michoacán de Ocampo
Santa Mónica är en ort i Mexiko.   Den ligger i kommunen Maravatío och delstaten Michoacán de Ocampo, i den södra delen av landet, 160 km väster om huvudstaden Mexico City. Santa Mónica ligger 2 457 meter över havet och antalet invånare är 475.
Terrängen runt Santa Mónica är huvudsakligen kuperad, men västerut är den platt. Runt Santa Mónica är det ganska tätbefolkat, med 104 invånare per kvadratkilometer. Närmaste större samhälle är Maravatío, 14,3 km öster om Santa Mónica. I omgivningarna runt Santa Mónica växer huvudsakligen savannskog.